# Университет Брока
Университет Брока (англ. Brock University) расположен в городе Сент-Катаринс провинции Онтарио, Канада. На семи факультетах университета (факультеты здравоохранения, бизнеса, образования, математики и науки, социальных наук, гуманитарный и повышения квалификации) обучается около 17 тысяч студентов.

## История

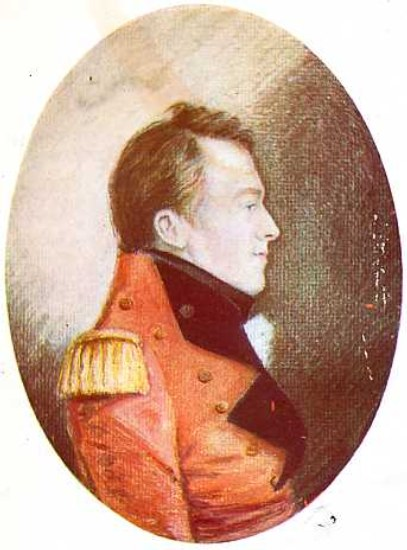
Исаак Брок.

Университет, открытый в 1964 году, был назван в честь генерал-майора Айзека Брока, погибшего во время войны с США в 1812 году. Его последние слова «Вперёд!» (англ. Push on!) стали, в переводе на латынь (лат. Surgite!), девизом университета.
С конца 1950-х годов обсуждался вопрос об университете на Ниагаре, а в ноябре 1957 года руководство Женского института в Алланбурге обратилось к правительству Онтарио с просьбой рассмотреть вопрос об учреждении университета на ниагарском полуострове. Осенью 1962 года был образован соответствующий комитет, в задачи которого входило создание нового университета, разработка административного и академического плана.
Университет насчитывает 66 869 выпускников.

## Университетский городок
Главным зданием университета является Артур-Шмон-Тауэр, построенный в 1968 году. Доктор Шмон был одним из инициаторов образования университета на Ниагаре. В здании находится библиотека университета, администрация и учебный центр.
Среди остальных зданий выделяются:
- Уэлш-Холл, в котором проходят занятия факультета образования;
- Маккензи-Чоун-Комплекс — в котором расположены комнаты для семинатор и научные лаборатории (Маккензи-Чоун — бывший мэр Сент-Катаринс);
- Таро-Холл — здание факультета бизнеса, открытое в 1990 году;
- Плаза-Билдинг — современное здание факультета социальных наук, в котором также расположены компьютерные классы и книжный магазин кампуса;
- Уолкер-Комплекс — спортивный комплекс университета;
- Комплекс здоровья и биологических исследований Ниагары (Niagara Health and Bioscience Research Complex).

В университетском городке имеется также шесть жилых комплексов, место проживания около двух с половиной тысяч студентов.
Кроме университетского городка в Сент-Катаринс, университет Брока поддерживает кампус в Гамильтоне, в основном для факультета образования.

Университет Брока
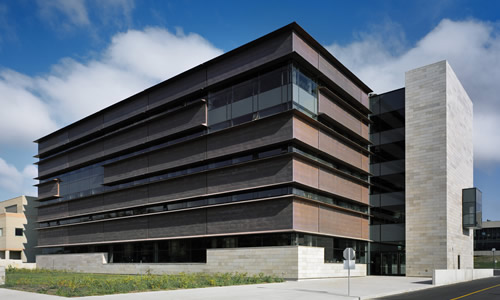
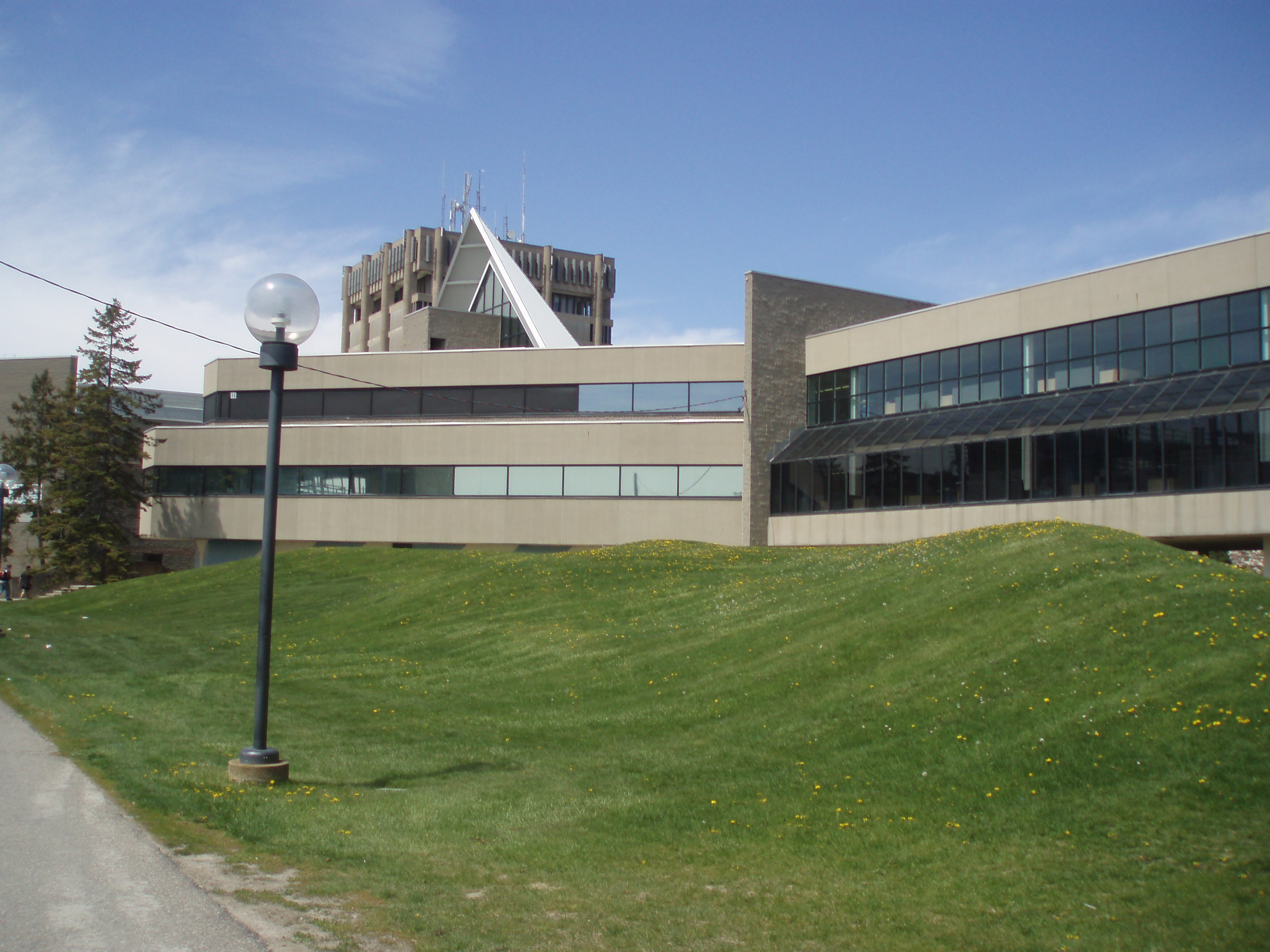

## Спортивная жизнь

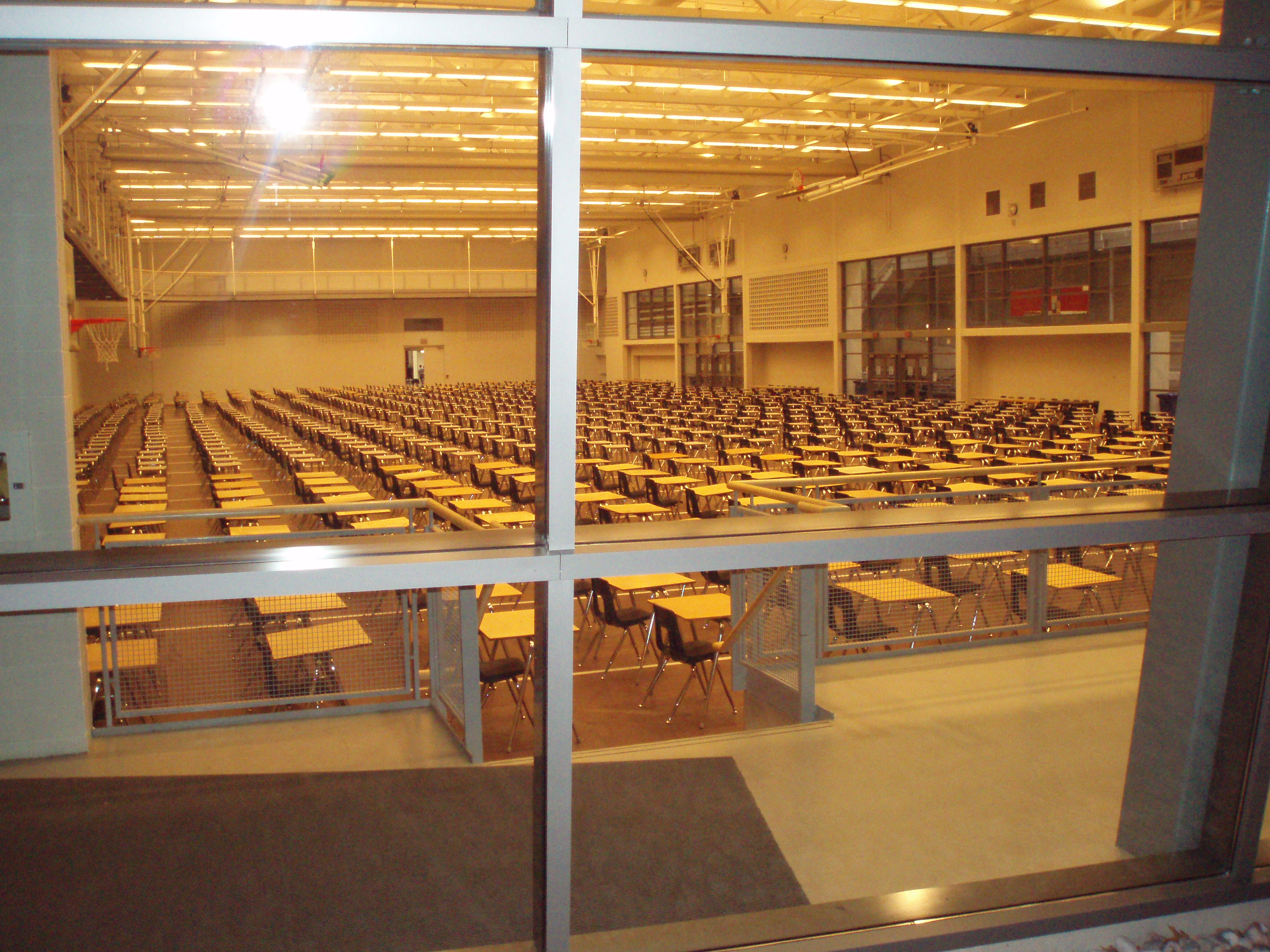
Спортивный комплекс во время сессии

Университет Брока принимает участие в большом количестве студенческих спортивных соревнований. В университете есть место для занятий по бадминтону, баскетболу, фехтованию, хоккею с мячом и шайбой, футболу, софтболу, теннису, волейболу. Университетские команды принимают также участие в первенствах по лыжным гонкам, кёрлингу, гребле, регби, плаванию и борьбе.